# Афтафа
Афта́фа, афта́ба (перс. آفتابه‎) — кувшин для воды с длинным конусообразным носиком и ручкой, употребляемый мусульманами для омовения.
Кувшин чаще назывался по-арабски: афтафа. У таджиков он называется афтоба, в Узбекистане — абдаса.
Изготовление таких сосудов из керамики (чаще без применения гончарного круга) — традиционный народный промысел, которым занимаются обычно женщины. В Азербайджане и Средней Азии изготавливался из меди. В XVIII—XIX вв. афтафа из меди превратились в изысканные произведения декоративно-прикладного искусства. Сосуды с округлым туловом имели кольцеобразную ножку, длинный, изогнутый, обычно граненого сечения носик, узкое высокое горло, заканчивающееся откидной крышкой, и ручку в форме змеи или дракона. Поверхность сосуда украшали чеканкой, гравировкой с чернением, эмалью или золочением.

## Галерея
- Афтаба. Почтовая марка Узбекистана 1992 года.
- Афтафа из Эриванского ханства в Музее истории Азербайджана
- Афтаба эпохи Каджаров из Эрака